# Samuel Fritz
Pour les articles homonymes, voir Fritz.
Samuel Fritz, né le 5 mars 1651 à Trautenau (Tchéquie actuelle) et décédé le 25 mars 1725 à La Laguna (Pérou), est un prêtre jésuite bohémien. Missionnaire auprès des populations indigènes de l'Amazonie supérieure il est connu pour son exploration des affluents supérieurs du fleuve Amazone et de leur bassin,.

## Biographie
Admis dans la Compagnie de Jésus, Samuel y commence son noviciat le 28 octobre 1673, à Brno. Au cours de sa longue formation spirituelle et académique (philosophie et théologie) il obtient en 1680 le titre de maître en théologie de l’Université Charles de Prague et est ordonné prêtre en 1683. La même année il se propose par deux fois comme volontaire pour le travail missionnaire au Pérou. 
Enfin sa candidature fut retenue et en 1685, il gagna Santiago de La Laguna, sur le cours inférieur du Rio Huallaga, siège de la mission principale de son Ordre chez les Maynas. Il est adjoint aux Pères Heinrich Wenzeslaus Richter (1653–1696) de Prossnitz, et Wenzel Breyer (ou Brauer) d’Eich. Il est envoyé chez les Indiens Omagua, fondant des villes le long du fleuve Amazone. il défend avec ténacité les droits de l’Espagne sur la région des Omaguas, pour laquelle il fut détenu pendant dix-huit mois par les Portugais, jusqu’à ce que la réponse de Lisbonne lui donne raison et ordonne qu’il soit renvoyé dans sa mission. 
ritz fonde trente-huit villages d’Amérindiens Omagua dans une zone de 2 500 kilomètres entre les embouchures des fleuves Napo et Negro de l’Amazone (aujourd’hui au Pérou). À plusieurs reprises, il est en danger, en particulier à cause des fréquentes incursions de païens dans les missions. De 1704 à 1713 il est supérieur des missions de Marañón. 
On trouve dans la chronique de l’historiographe jésuite Carlos Sommervogel (Bibliothèque de la Compagnie de Jésus, Bruxelles et Paris, 1896) la lettre d'un père de Laguna, en date du 18 juin 1699, qui est le plus ancien témoignage de l’œuvre de Fritz au Pérou. Samuel Fritz a passé l'essentiel de sa vie à évangéliser les communautés amérindiennes de la région ouest de l'Amazonie.

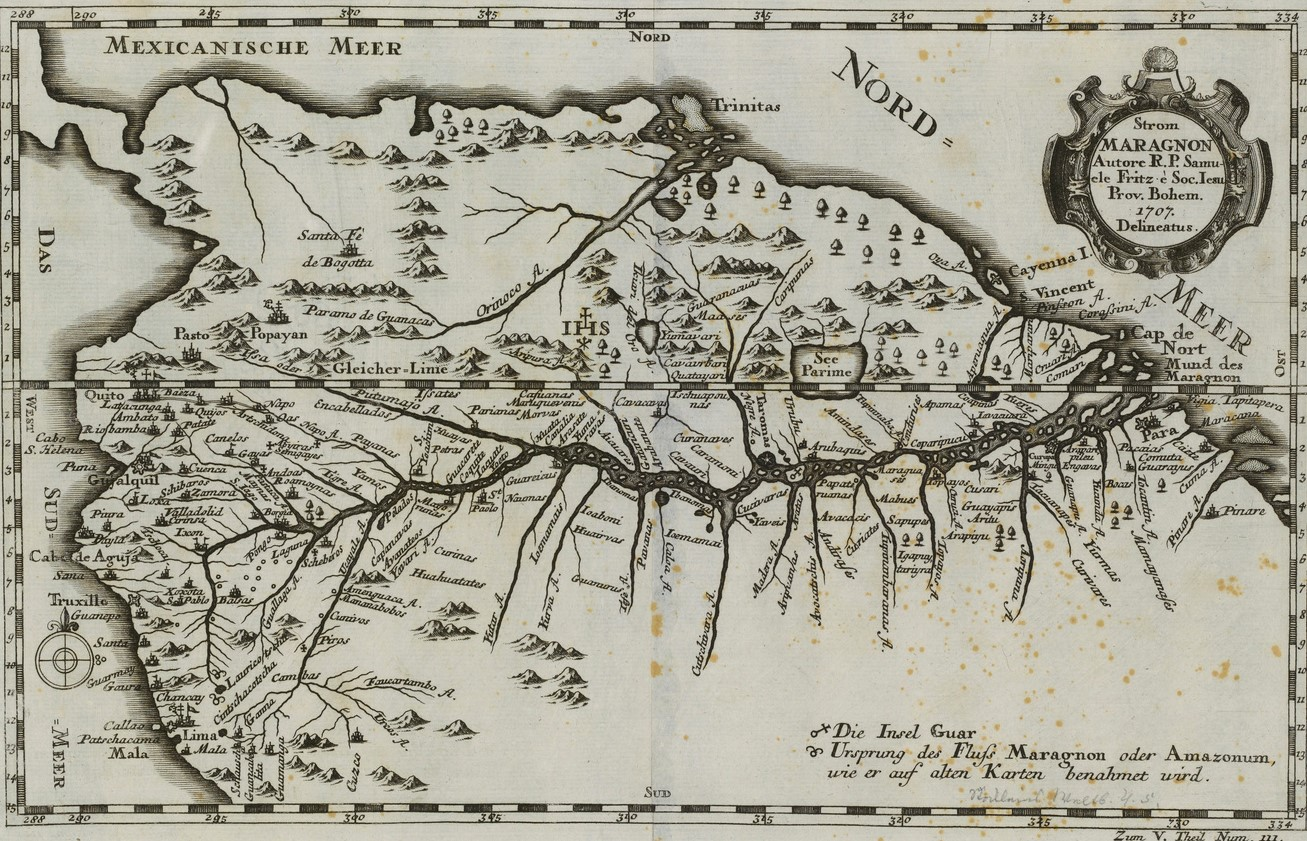
Carte publiée dans Neuer Welt-Bott (1728).

Ses voyages missionnaires toujours plus avancés le long de l'Amazone et ses affluents amenèrent Fritz à dresser une carte du cours supérieur et moyen de ce fleuve. En 1688, cloué à Belém par une crise de malaria, il compléta la carte du fleuve de 5 300 km confectionnée par Aloïs Konrad Pfeil (1638-1701). On y trouve la première mention connue du Marañón. La carte parut en 1707 à Quito, sous le titre Mappa Geografico del Rio Marañon hecha por el Padre Samuel Fritz de la Compañia de Jesus, Missionario em este mismo Rio Amazonas – El año 1691  (« carte de Quito »). Toutefois ce document imprimé s'écarte sur plusieurs point du manuscrit de Fritz, longtemps conservé à la mission de La Laguna, où il fut retrouvé en 1743 par les membres de la mission française en Équateur et déposé à la Bibliothèque nationale. C'est là que Gabriel Marcel (1843–1909) le retrouva et le fit imprimer (1893).

## Œuvre
- Une très importante carte de la région: El gran río Marañón o Amazonas con la misión de la Compañía de Jesús, Quito, 1707.
- Son journal intime: O Diario, dans Rev Inst histórico e geográfico brasileiro, vol.81 [1917], 353-397. En anglais: Journal of the travels and labours, Londres, 1922.